# Ficus benjamina
Ficus benjamina chamadas popularmente de fícus-benjamim, figueira-benjamim ou, simplesmente, figueira. São originárias da Malásia. É uma espécie de planta da família Moraceae pertencente ao gênero Ficus.
O ficus é uma árvore muito popular, utilizada principalmente na decoração de ambientes internos. Com caule acinzentado, raízes aéreas e ramos pêndulos, ela tem crescimento moderado a rápido e, em condições naturais, chega a 30 metros de altura. Suas folhas são pequenas, brilhantes e perenes, de coloração verde ou variegada de branco ou amarelo. Elas têm formato elíptico com a ponta acuminada e apresentam leves ondulações nas bordas. As flores discretas e brancas não têm valor ornamental. Os frutos pequenos e vermelhos são decorativos e atraem passarinhos. Suas raízes agressivas e superficiais chamam a atenção, e não raramente racham vasos e pavimentos.
O ficus é uma árvore belíssima, largamente utilizada no paisagismo. Recomenda-se o plantio isolado desta figueira em jardins extensos e fazendas, onde o aspecto escultural do caule têm destaque especial. Plantada em vasos, também pode ser conduzida como arvoreta ou arbusto. Seu caule flexível permite que se realize trançamentos quando jovem, o que lhe dá um charme todo especial. Além disso é muito visada em trabalhos topiários, adquirindo belas formas arredondadas e compactas. Suas características a tornam bastante apropriada também para a arte do bonsai.
Infelizmente no entanto, devido a sua popularidade, o ficus vêm sendo implantado em locais impróprios, como em calçadas, ruas e próximo a muros e construções. Com o desenvolvimento da árvore, as raízes agressivas acabam provocando grandes danos às estruturas e tubulações subterrâneas, de forma que já é proibido o seu plantio em diversas cidades. Todo cuidado é pouco ao podar o ficus, sua seiva leitosa é tóxica e pode provocar irritações e alergias na pele.
Deve ser cultivado a pleno sol ou meia-sombra, em solo fértil, drenável, enriquecido com matéria orgânica e irrigado regularmente. É bastante rústico, mas quando plantado em vasos, em interiores (residências, escritórios), não aprecia mudanças de lugar, correntes de ar frio, encharcamentos e ar-condicionado. Quando estressado por este fatores é comum que suas folhas amarelem e caiam, mas pode rebrotar com vigor depois de resolvido o problema. Plantas envasadas devem ser adubadas mensalmente na primavera e verão, e transplantadas para um vaso maior uma vez ao ano. Multiplicam-se por estacas lenhosas e sementes.
Essa espécie é nativa da Ásia.